# Feilschen

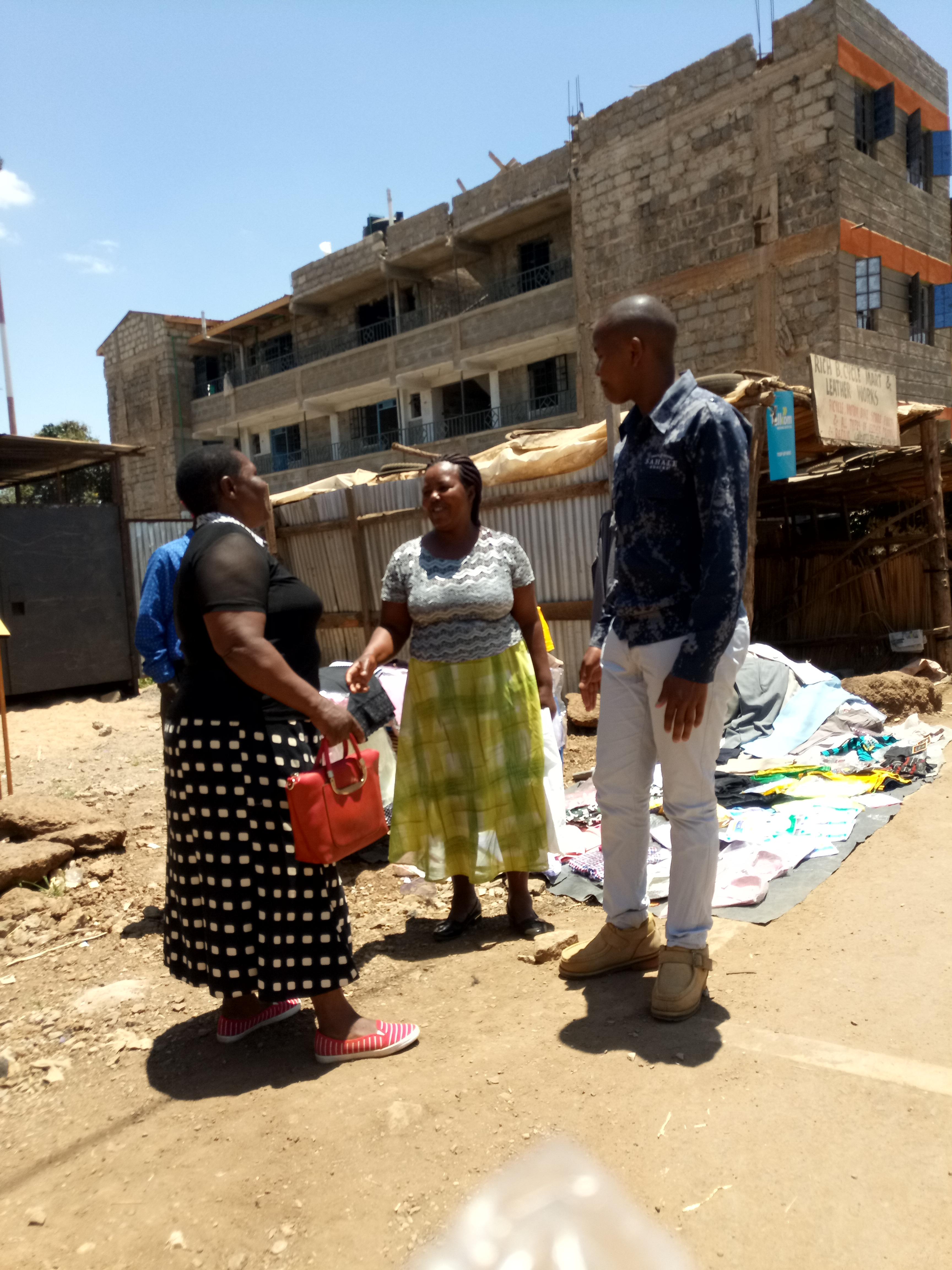
Feilschen in Kenia

Feilschen ist eine Art des Verhandelns, bei der der Verkäufer und der Käufer einer Ware oder Dienstleistung sich über den Marktpreis und die exakten Bedingungen des Geschäfts einigen.

## Allgemeines
Das Feilschen ist weltweit verbreitet, obwohl es in Europa und den Vereinigten Staaten seltener vorkommt. In Europa und den USA ist das Feilschen meist auf Marktveranstaltungen wie Wochenmarkt oder Flohmarkt beschränkt. Nicht jeder Kauf wird als für das Feilschen geeignet betrachtet. In einigen Gegenden wird mit der Phrase „Feste Preise“ (Festpreis) ausgedrückt, dass Feilschen nicht erwünscht ist.
In Entwicklungs- und Schwellenländern ist Feilschen auf Marktveranstaltungen (Basar) oder auch in Geschäften üblich. Der Verkäufer nennt einen deutlich überhöhten Ausgangspreis („Mondpreis“), auf den der Käufer mit der Hälfte dieses Preises als Kaufangebot reagiert. Darauf bietet der Verkäufer wiederum einen höheren Preis an, bis sich beide auf einen Kaufpreis geeinigt haben. Verkäufer neigen dazu, die Höhe des Ausgangspreises am ersten Eindruck über die Person des Käufers zu orientieren.

## Theorien

### Verhaltenstheorie
Die Persönlichkeitstheorie des Feilschens betont, dass der Typus der Feilschenden den Prozess und seinen Ausgang beeinflussen. In wissenschaftlichen Arbeiten werden unterschiedliche Typen unter anderem als hartnäckige Warrior (Krieger) und nachgiebige Shopkeeper (Krämer) bezeichnet.

### Spieltheorie
Feilsch-Spiele sind Situationen, in denen zwei oder mehr Spieler sich auf die Verteilung eines Objektes oder Geldbetrages einigen müssen. Jeder Spieler zieht in diesen Spielen eine Einigung einer Enthaltung vor, gleichzeitig möchte aber jeder Spieler die für seine Interessen optimale Einigung erreichen. Beispiele für solche Spiele wären etwa Auseinandersetzungen zwischen Gewerkschaften und Unternehmenseignern über die Lohnhöhe, der Streit zwischen zwei Gemeinschaften um ein definiertes Stück Land oder die Bedingungen, unter denen zwei Länder eine nukleare Abrüstung durchführen können.
Die Analyse solcher Probleme beinhaltet die Suche nach Komponenten, die für die beteiligten Spieler entscheidend sind. Es kann auch eine Auftrennung des Ziels in Teilziele erfolgen, so dass stufenweises Feilschen untersucht werden kann.
Im klassischen Feilsch-Problem ist das Ergebnis eine Übereinkunft aller beteiligten Parteien oder der Status quo ante. Die Beobachtung der Entscheidungsfindung einzelner Teilnehmer ist hierbei nicht ausreichend, um eine Vorhersage des Ergebnisses zu ermöglichen. Die klassische Theorie des Feilschens geht jedoch davon aus, dass jeder Teilnehmer bei der Wahl zwischen Möglichkeiten dem Modell der rationalen Wahl folgt. Im Besonderen wird angenommen, dass die Vorliebe jedes Spielers durch eine von Neumann-Morgenstern Nutzenfunktion ausgedrückt werden kann.
John Nash (1950) definiert ein klassisches Feilsch-Problem als gebündelte Zuordnungen von Nutzen, von denen eine mit einer Übereinkunft korrespondieren, eine andere mit einem Scheitern der Verhandlung.
Ein Feilsch-Problem mit zwei Spielern wird definiert als Paar (F,d), wobei F die Gruppe der möglichen gebündelten Zuordnungen von Nutzen ist und d der Nichtübereinstimmungspunkt ist.
Es ist üblich, Nashs Vorschlag zur Definition einer spezifischen Lösung zu folgen, indem man die Eigenschaften, die die Lösung erfüllen soll, festlegt. Einige der meistverwendeten sind Effizienz, Symmetrie, Unabhängigkeit von irrelevanten Alternativen, Skaleninvarianz etc. Die Nash’sche Feilsch-Lösung ist diejenige, die das Produkt des Nutzwerts der Handelnden maximiert.

### Integrative Theorie
Diese Theorie betont den stufenweisen Ansatz zur Problemlösung. Drei Schritte werden unterschieden – diagnostische Phase, Formulierungsphase und Umsetzungsphase.

### Prozessuale Theorie
Diese Theorie isoliert distinktive Elemente des zeitlichen Ablaufs des Feilschens, um die Komplexität des Prozesses besser zu verstehen. Einige Schlüsselbegriffe sind:
- Grenzen des möglichen Ergebnisses
- Kritisches Risiko
- Sicherheitspunkt
- Zähigkeitsdilemma